# Monolene microstoma
Monolene microstoma és un peix teleosti de la família dels bòtids i de l'ordre dels pleuronectiformes.

## Morfologia
Pot arribar als 20,1 cm de llargària total.

## Distribució geogràfica
Es troba des de les costes del golf de Guinea i el Senegal fins a Namíbia.